# Popis woreda u Afarskoj regiji
Ovo je popis 29 woreda ili okruga, u regiji Afar u Etiopiji, sastavljen na temelju podataka Središnje statističke agencije.
- Abala (woreda)
- Afambo
- Afdera
- Amibara
- Artuma
- Aura (woreda)
- Awash Fentale
- Asayita (woreda)
- Berahle (woreda)
- Bure Mudaytu
- Chifra (woreda)
- Dallol (woreda)
- Dewe
- Dubti (woreda)
- Dulecha (woreda)
- Elidar (woreda)
- Erebti
- Ewa (woreda)
- Fursi
- Gewane (woreda)
- Gulina
- Koneba (woreda)
- Megale
- Mille (woreda)
- Simurobi Gele'alo
- Telalak
- Teru
- Yalo (woreda)

## Posebne worede
- Posebna woreda Argobba